# У тіні рідних дерев
«У тіні рідних дерев» — радянський кіноальманах з трьох новел 1974 року, знятий режисерами Темуром Палавандішвілі, Лейлою Горделадзе і Ліаною Еліавою на кіностудії «Грузія-фільм».

## Сюжет
Кіноальманах складається з фільмів: «Джерельце біля дороги», «Собака», «Ферма в горах».

## У ролях
- Григорій Ткабладзе — Спіридон
- Василь Чхаїдзе — Пуплі
- Вахтанг Арешідзе — Валеріан
- Тенгіз Арчвадзе — роль другого плану
- Йосип Башинурідзе — роль другого плану
- Гіві Берікашвілі — Шашо
- Д. Бугрідзе — роль другого плану
- Михайло Вашадзе — Бадрія
- Марина Вепхвадзе — роль другого плану
- Назі Гаургашвілі — роль другого плану
- Отар Зауташвілі — Гогіа
- Василь Іванідзе — роль другого плану
- Георгій Кавтарадзе — роль другого плану
- Зінаїда Кверенчхіладзе — роль другого плану
- Іло Кігурадзе — Гогіта
- Георгій Мдинарідзе — роль другого плану
- Л. Мішидзе — роль другого плану
- Шалва Мосія — роль другого плану
- Іване Сакварелідзе — завклубом
- Лео Сохашвілі — роль другого плану
- Д. Телаурідзе — роль другого плану
- Хвіча Хаадзе — роль другого плану
- Шалва Херхеулідзе — Асіко
- Ія Хобуа — Маргаліта

## Знімальна група
- Режисери — Темур Палавандішвілі, Лейла Горделадзе, Ліана Еліава
- Сценаристи — Реваз Інанішвілі, Реваз Габріадзе, Лейла Горделадзе
- Оператори — Дудар Маргієв, Олександр Рехвіашвілі, Давид Схіртладзе
- Композитор — Йосип Кечекмадзе
- Художники — Василь Арабідзе, Едуард Лапковський, Тенгіз Мірзашвілі